# RPP25L
RPP25L (англ. Ribonuclease P/MRP subunit p25 like) – білок, який кодується однойменним геном, розташованим у людей на 9-й хромосомі. Довжина поліпептидного ланцюга білка становить 163 амінокислот, а молекулярна маса — 17 631.
| 10         |  | 20         |  | 30         |  | 40         |  | 50         |
| ---------- |  | ---------- |  | ---------- |  | ---------- |  | ---------- |
| MEHYRKAGSV |  | ELPAPSPMPQ |  | LPPDTLEMRV |  | RDGSKIRNLL |  | GLALGRLEGG |
| SARHVVFSGS |  | GRAAGKAVSC |  | AEIVKRRVPG |  | LHQLTKLRFL |  | QTEDSWVPAS |
| PDTGLDPLTV |  | RRHVPAVWVL |  | LSRDPLDPNE |  | CGYQPPGAPP |  | GLGSMPSSSC |
| GPRSRRRARD |  | TRS        |  |            |  |            |  |            |

A: Аланін

C: Цистеїн

D: Аспарагінова кислота

E: Глутамінова кислота

F: Фенілаланін

G: Гліцин

H: Гістидин

I: Ізолейцин

K: Лізин

L: Лейцин

M: Метіонін

N: Аспарагін

P: Пролін

Q: Глутамін

R: Аргінін

S: Серин

T: Треонін

V: Валін

W: Триптофан

Локалізований у ядрі.